# 天主教马略卡教区
天主教馬略卡教區（拉丁語：Dioecesis Maioricensis）是羅馬天主教一個教區，位於西班牙巴利阿里群島馬略卡島，教座位於帕爾馬。屬巴倫西亞總教區。
教區成立於5世紀，最早有文獻記載的主教是480年的厄里亞斯。898年赫羅納教區獲授權管理該島教務，11世紀轉至巴塞隆納教區，1230年教區恢復。
2007年，在當地753,584人口中，有教友594,860人，佔轄區總人口78.9%、156個堂區、389名司鐸、7名執事、215名修士、952名修女。現任教區主教為沙勿略·薩利納斯·比尼亞爾斯。